# Microsoft IME
Microsoft IME (MS-IME) ist eine von Microsoft entwickelte Eingabemethode (englisch Input Method Editor, kurz IME) für die japanische Sprache.

## Überblick
Da die japanische Schrift mehrere tausend Zeichen benutzt, die nicht alle auf eine Computertastatur passen, ist für Japanisch eine sogenannte Eingabemethode notwendig. Diese wandelt die lateinische Schrift (Rōmaji) von der Tastatur in die japanische Schrift um und zeigt einen Auswahlbildschirm, wenn mehrere Schriftzeichenkombinationen in Frage kommen. Beispielsweise kann nach dem Eintippen des Wortes Sushi die folgende Auswahl getroffen werden: 寿司 (übliche Schreibweise in Kanji), すし (Schreibweise in Hiragana), 鮨 (alternative Schreibweise in Kanji), スシ (Schreibweise in Katakana). Die Eingabe erfolgt dabei typischerweise anhand des Wāpuro-Systems, allerdings ist auch eine direkte Eingabe über Hiragana möglich.
Die Qualität einer Eingabemethode bemisst sich danach, wie gut das vom Benutzer gewünschte Wort „vorhergesagt“ werden kann. Auch andere Faktoren wie die Größe des Wörterbuches, eine Handschrifterkennung oder ähnliches spielen eine Rolle. Da die Entwicklung einer Eingabemethode komplex ist, kann man sie als eigenständige Software betrachten.

## Geschichte
Die erste Version von MS-IME war eine OEM-Version der von AI Soft entwickelten Eingabemethode WX2 for Windows und wurde standardmäßig zusammen mit den japanischen Ausgaben von Windows 3.1 und MS Office 4.2 sowie MS Word 6.0 ausgeliefert.
Später wurde WX3 als Basis für die Entwicklung von MS-IME 95 benutzt, das standardmäßig Windows 95 beigelegt wurde. Da es auch Microsoft Office und Word beigelegt wurde, konnte es seine Marktanteile vergrößern.  
Mit jedem großen Versionssprung von Windows und Microsoft Office wird auch eine neue Version von MS-IME herausgegeben, was sich besonders in der Verbesserung des Wörterbuches, der Programmoberfläche oder der Umwandlungsgenauigkeit zeigt. 
Es gibt aktuell zwei verschiedene Schienen des MS-IME, nämlich den Microsoft Office Input Method Editor und den Microsoft Input Method Editor. Dabei ist der Office-IME vom Funktionsumfang umfangreicher als der in Windows XP und Vista ausgelieferte MS-IME. Allerdings lässt sich der Office-IME auch für ältere Windows-Versionen nachrüsten.

## Versionen
| Name               | Produktversion | Beilage zu                               | Anmerkungen                                                                                                  |
| ------------------ | -------------- | ---------------------------------------- | --- |
| Microsoft IME 95   |                | Windows 95 Windows NT 3.51               | |
| Microsoft IME 97   | 5.0            | Office 97 Windows NT 4.0                 | |
| Microsoft IME 98   | 6.0            | Word 98 Windows 98 Windows NT 4.0 SP4    | Einführung der „wiederholten Umwandlung“ (再変換 zai-henkan)                                                 |
| Microsoft IME 2000 | 7.0.0          | Office 2000                              | |
| Microsoft IME 2000 | 7.0.1          | Office 2000 SR-1 Windows 2000 Windows Me | |
| Microsoft IME 2002 | 8.0            | Office XP                                | Einführung von Natural Input (ナチュラルインプット)                                                          |
| Microsoft IME 2002 | 8.1            | Windows XP                               | |
| Microsoft IME 2003 | 9.0            | Office 2003                              | Lag auch Microsoft Expression Studio bei                                                                     |
| Microsoft IME      | 10.0           | Windows Vista                            | Basiert auf der Engine von MS-IME 2003                                                                       |
| Office IME 2007    | 12.0           | Office 2007                              | Die wiederholte Umwandlung wird auf den Algorithmus von Trigram/SLM (Statistical Language Model) umgestellt. |
| Microsoft IME      | 10.1           | Windows 7                                | Basiert auf der Engine von MS-IME 2003                                                                       |
| Office IME 2010    | 14.0           | Office 2010                              | Nachfolgeversion von Office IME 2007, unterstützt offene Erweiterungswörterbücher                            |
| Microsoft IME 2012 | 15.0           | Windows 8                                | |

## Vergleichbare Produkte
Andere populäre IME sind ATOK (Windows, Mac, Linux), Anthy (Linux) oder der Google-IME (Windows, Mac). Auch für Chinesisch existieren ähnliche Programme. 